# Altira Macau
Altira Macau — 38-этажный небоскрёб высотой 160 метров, расположенный в Макао, в районе Тайпа. Отель построен в 2007 году в стиле модернизма (тогда был известен как Crown Macau, но в 2009 году переименован в Altira Macau). Девелопером является компания Melco Crown Entertainment. Имеются два казино, 216 гостиничных номеров, фитнес-центр с бассейном, спа-салон, клуб, несколько ресторанов и баров. Пятизвёздочный отель и спа по версии Forbes Travel Guide.  